# Города Словакии
Города Словакии — населённые пункты Словакии, официально имеющие статус города (словац. mesto). Статья 70 Конституции Словацкой Республики закрепляет возможность объявления общины городом в порядке предусмотренном законом. Данный порядок устанавливается положениями Закона 369/1990 Zb. «О муниципалитетах». В § 22 сказано, что статусом города обладает населённый пункт, который является экономическим, административным, культурным, туристическим или курортным центром, предоставляет услуги для жителей соседних общин, имеет транспортные связи с соседними муниципалитетами, имеет городской характер застройки, где численность населения составляет не менее 5 000 жителей. Община может получить статус города после проведения референдума жителей населённого пункта, решением Национального Совета Словацкой Республики, по представлению муниципалитета.
Всего в Словакии насчитывается 138 городов, в которых проживают 2 939 180 жителей, что составляет 54,38% от численности населения страны. С численностью населения менее 10 тыс. жителей насчитывается 66 городов, от 10 до 30 тыс. жителей — 51 город, от 30 до 50 тыс. — 11, от 50 до 100 тыс. — 8, более 100 тыс. — 2. Крупнейший город — столица страны Братислава с 413 192 жителями.
В настоящем списке в алфавитном порядке представлены все города Словацкой Республики. Список содержит информацию о численности населения, площади, дате основания населённого пункта, географические координаты, иллюстрации. Отдельно выделена сводная статистика по краям, а также расположение городов на карте.